# Mountain Lake Park
Mountain Lake Park è un comune degli Stati Uniti d'America, situato nello stato del Maryland, nella contea di Garrett.